# Cahokia

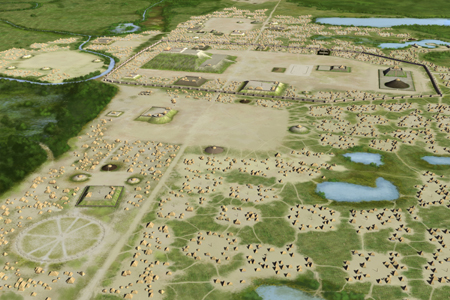
Rekonstruktion av Cahokia

Cahokia var en stad bebodd av den amerikanska urbefolkningen och låg i närheten av Collinsville i västra Illinois, USA. Cahokia är mest känd för sina stora högar (på engelska "mounds"). Den största är Monks Mound. "Cahokia Mounds State Historic Site" skrevs 1982 in på Unescos världsarvslista.:45 Världsarvet omfattar ett område på 8,9 km² i vilket det pågår omfattande utgrävningar. Cahokia är en av de mest kända platserna för Mississippikulturen:32 och termen "cahokisk" används ibland för att beskriva kulturen.

## Historik

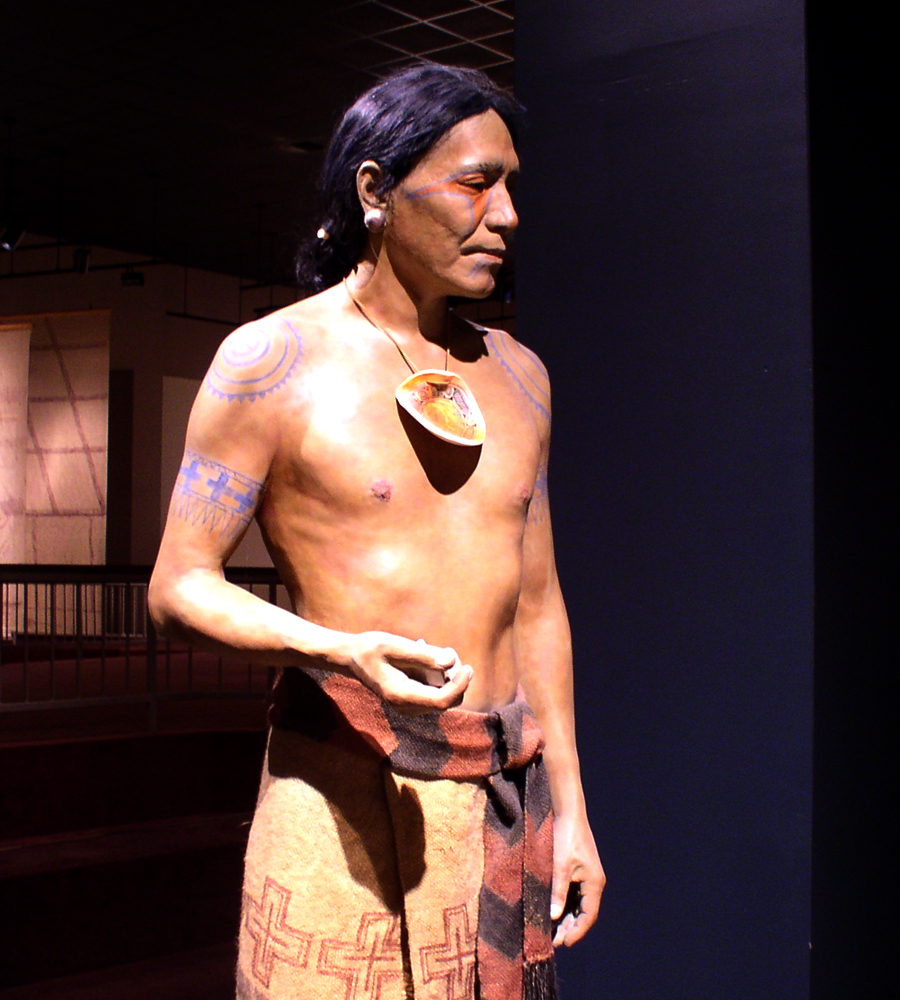
Rekonstruktion av utseende och klädsel hos en man tillhörande den sociala eliten i Cahokia.

Staden grundades omkring år 1050 på platsen för en mindre stad:136 och övergavs mellan år 1250 och 1400.:467 Det ursprungliga namnet på staden är okänt och invånarna tycks inte ha känt till skrivkonsten. Namnet Cahokia användes av illiniwek-stammen, som var bosatt i området när de första franska upptäckarna ankom i början av 1600-talet.:15 Man vet inte vilket folkslag som byggde Cahokia. Illiniwek hade ingen som helst kunskap om detta.
Under den för-columbiska eran var Cahokia en tid Nordamerikas största stad norr om de mellanamerikanska städerna i centrala Mexiko. Den var en av två stora center för en folkgrupp kända som Högbyggarna (eng: Mound Builders).
Befolkningen tros ha varit ganska liten, omkring 1 000 personer tills omkring år 1050 då befolkningen växte explosionsartat till tiotusentals.:135 Uppskattningsvis bodde som mest 8 till 40 tusen personer här och i ett antal närliggande byar (Greater Cahokia).
:130 Handel skedde mellan Cahokia och platser så långt bort som södra Minnesota.:18 Lergods och stenverktyg i Cahokisk stil var vanligt vid Silvernail arkeologiska utgrävningsområde nära Red Wing, Minnesota. Fram till omkring år 1800 fanns ingen stad norr om Mexiko som kunde mäta sig med det antal Cahokia hade som mest. Omkring år 1800 slogs rekordet av Philadelphia.
Till slut krävde staden och "förorterna" sin tribut.:264 Överutnyttjade jaktmarker i och utanför området bidrog sannolikt till kulturens kollaps. En annan misstänkt orsak är förstörelse orsakad av nomadiska stammar som flyttade in i området och slog ut den försvagade civilisationen. Sjukdomar som kolera och tyfus, med stor smittspridning och överbefolkning är andra möjliga orsaker till den snabba nedgången i befolkning.

## Högarna

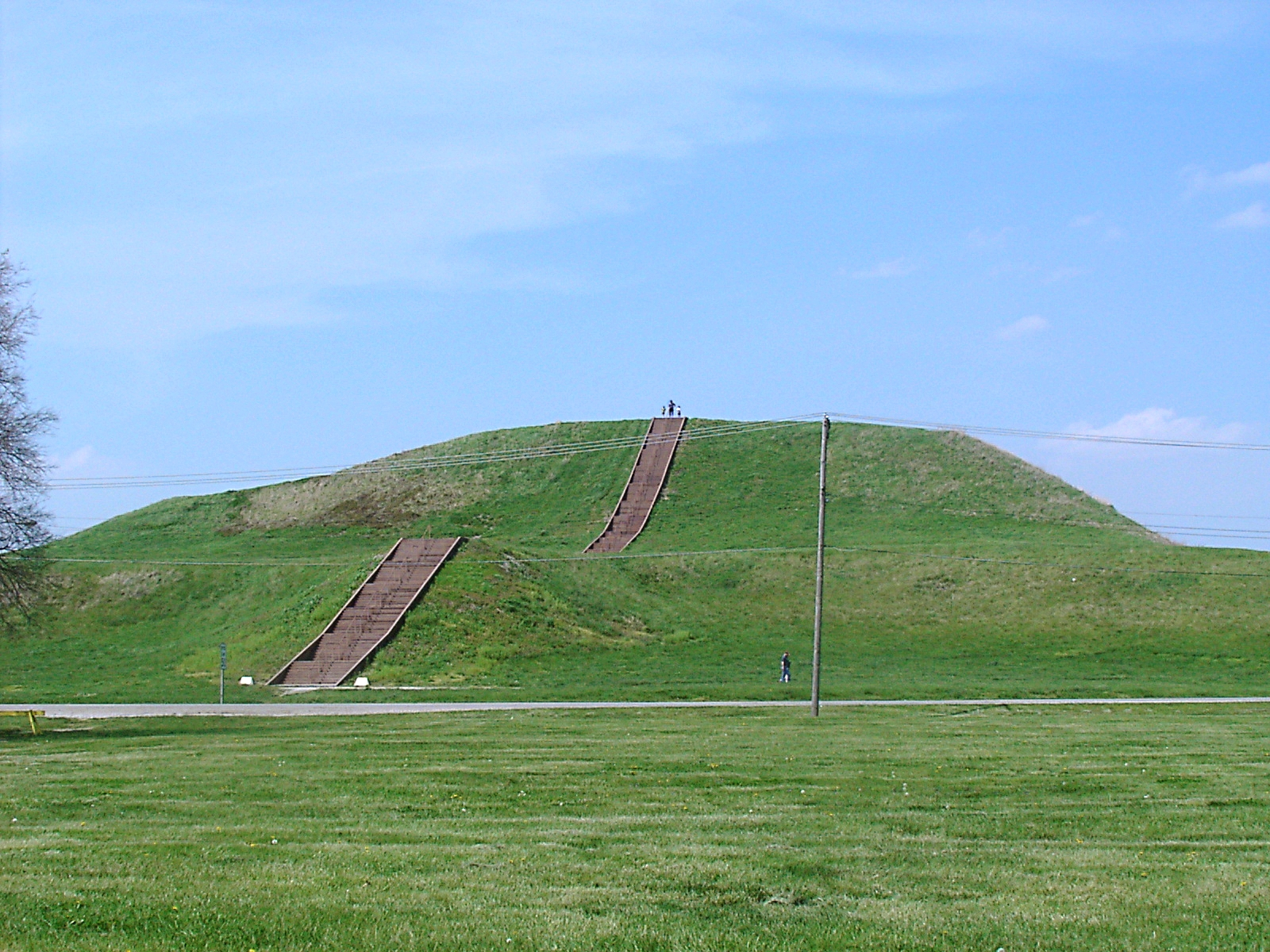
Monks Mound, med moderna betongtrappor på de ursprungliga trätrappornas plats.

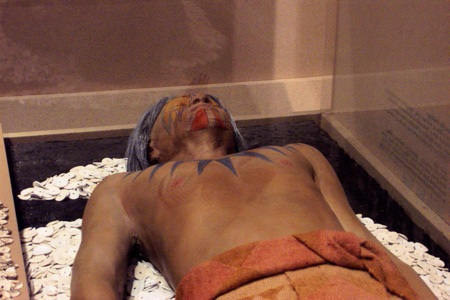
Personen i hög 72 begravdes på en bädd av fler än 20 000 marina snäckskal utlagda i form av en fågel.

Monks Mound är den största högen i Nordamerika gjord av människor.:90 Det är omkring 30,5 meter hög och har en bas på 316 gånger 241 meter. En stor byggnad stod ursprungligen på toppen av högen. Denna var 32 meter lång, 14,5 meter bred och omkring 15 meter hög. En 200 000 m² stor öppen plats låg framför högen. I Cahokia ligger flera olika typer av högar – högar med platt topp, koniska högar och högar med ryggås.:194-195 Mer än 120 högar tros ha funnits,:410 109 har bekräftats funnits och 68 av dessa finns bevarade i parken.
Under utgrävningen av hög 72 ("Mound 72"), en ryggåstoppad begravningshög, fann arkeologerna resterna av någon som troligen var en viktig ledare,:148 en man i fyrtioårsåldern. Han begravdes på en bädd av mer än 20 000 snäckskal lagda i form av en fågel. Ett typiskt motiv i Mississippikulturen är fågelmannen. I närheten fanns en samling pilspetsar i olika typer av material och stilar vilket indikerar ett vitt geografiskt ursprung. Över 250 andra skelett har hittats i högen,:148 mest från massgravar men också några avhuggna händer och huvuden, vilka tycks indikera att det förekom mänskliga offer vid tiden för den viktiga ledarens begravning. Det trä som hittats på flera ställen i högen har med kol-14-metoden daterats till 950–1000 e Kr.